# 神谷信之助
神谷 信之助（かみたに しんのすけ、1924年3月15日 - 1999年1月8日）は日本の政治家。参議院議員（日本共産党公認、通算3期）。日本共産党中央委員会名誉幹部会委員。

## 来歴
京都府京都市下京区出身。1941年（昭和16年）旧制京都第二中学校卒業、1945年（昭和20年）に東亜同文書院大学を卒業。1948年（昭和23年）京都府職員となり労働組合活動を始め、翌年には京都府職員労働組合書記長に就任した。1952年には日本共産党へ入党すると共に府職員労働組合書記長となる。1974年の参院選で全国区から出馬し初当選を果たす。以後京都府選挙区に鞍替えし3選。1992年西山登紀子に地盤を譲り引退を表明する。議員在職中は参院国対委員長などを務めた。
1999年1月8日、胃がんのため京都市内の病院で死去。74歳。

## 国政選挙歴
- 1971年 第9回参議院議員通常選挙 京都府地方区 次点落選[3]
- 1974年 第10回参議院議員通常選挙 全国区 当選[4]
- 1980年 第12回参議院議員通常選挙 京都府地方区 当選[5]
- 1986年 第14回参議院議員通常選挙 京都府選挙区 当選[5]